# Roberto Rossellini
Roberto Rossellini (n. 8 mai 1906, Roma - d. 3 iunie 1977, Roma) a fost un regizor italian de film și televiziune. Rossellini a fost unul dintre cele mai importanți regizori ai filmului neorealist italian, mai ales datorită filmelor sale Roma, oraș deschis din 1945 sau Paisa din 1946. A fost căsătorit cu Ingrid Bergman. A fost tatăl actriței Isabella Rossellini.

## Filmografie
Scurtmetraje
- 1936 Daphne
- 1937 Prélude à l'après-midi d'un faune
- 1939 La vispa Teresa
- 1939 Il tacchino prepotente
- 1940 Fantasia sottomarina
- 1941 Il ruscello di Ripasottile

Lungmetraje
- 1941 Străjerii mărilor (La nave bianca)
- 1942 S-a întors un pilot (Un pilota ritorna)
- 1943 Omul de pe cruce (L'uomo dalla croce)
- 1945 Roma, oraș deschis (Roma, città aperta)
- 1946 Desiderio, regia cu Marcello Pagliero
- 1946 Paisà
- 1948 L'Amore (segmentele: "Il Miracolo" și "Una voce umana")
- 1948 Germania anul zero (Germania, anno zero)
- 1949 L'Invasore
- 1950 Stromboli terra di Dio (1950)
- 1950 Francisc, jonglerul lui Dumnezeu (Francesco, giullare di Dio)
- 1952 Les Sept péchés capitaux (segment: "Envie, L'Envy")
- 1952 La macchina ammazzacattivi
- 1952 Europa '51
- 1953 Siamo donne (segment: "Ingrid Bergman")
- 1954 Amori di mezzo secolo (segment: "Napoli 1943")
- 1954 Dov'è la libertà ... ?
- 1954 Călătorie în Italia (Viaggio in Italia)
- 1954 La Paura
- 1954 Giovanna d'Arco al rogo
- 1959 India: Matri Bhumi
- 1959 Generalul della Rovere (Il generale Della Rovere)
- 1960 Era noapte la Roma (Era Notte a Roma)
- 1961 Viva l'Italia!
- 1961 Vanina Vanini
- 1961 Uno sguardo dal ponte
- 1962 Anima nera
- 1962 Benito Mussolini
- 1963 Ro.Go.Pa.G. (segment: "Illibatezza")
- 1963 Les Carabiniers
- 1966 The Taking of Power by Louis XIV
- 1970 Da Gerusalemme a Damasco
- 1971 Rice University
- 1971 Intervista a Salvador Allende: La forza e la ragione
- 1972 Agostino d'Ippona
- 1974 Concerto per Michelangelo
- 1974 The World Population
- 1974 Anno uno
- 1975 Il messia
- 1977 Beaubourg, centre d'art et de culture Georges Pompidou

## Legături externe
- Roberto Rossellini la CineMagia
- Roberto Rossellini la Internet Movie Database
- Roberto Rossellini la TCM Movie Database
- NY Times: The Elusive Realism of Rossellini
- Rossellini's India at Indian Auteur
- Geographical coordinates and pictures of his grave Arhivat în 29 noiembrie 2011, la Wayback Machine.